# 大江村 (熊本県飽託郡)
大江村（おおえむら）は、熊本県の北部、飽託郡にかつてあった村である。

## 地理
- 河川：白川

## 歴史
- 1889年4月1日 - 町村制が施行。九品寺村、本村、大江村、渡鹿村が合併して託麻郡大江村発足。
- 1896年4月1日 - 飽田郡と託麻郡が合併し飽託郡となる。
- 1921年6月1日 - 熊本市に編入。

## 学校
- 大江小学校（のちの大江尋常小学校、現在の熊本市立大江小学校）

## 出身著名人
- 長野忠次（貴族院多額納税者議員）